# 南方澳大橋
南方澳大橋（なんぽうおうおおはし、ナンファンアオ・ターチャオ）、または南方澳跨港大橋（なんぽうおうここうおおはし）は台湾宜蘭県蘇澳鎮南安里と南建里境界の南方澳漁港内に架かるアーチ式の道路橋。
南方澳で環状路線を形成する重要ランドマークであったが、2019年10月1日午前に崩落事故が発生し（後段#崩落事故節を参照）、2022年末に再建された（後段#三代目節を参照）。

## 初代
南方澳第一漁港の対岸では造船所が事業を拡大していたため、1976年にコンクリート製の駝背橋が造成されたが、高さ不足により漁船のレーダーアンテナが接触するなど、大型船の通行には不向きだったことで。港内を跨ぐ大型橋が計画される。南方澳大橋は台湾省政府の建設基金による補助事業で、基隆港務局が宜蘭県政府農業局に建設を委託している。いずれも国内業者の亞新工程顧問公司（MAA）が設計を、立永営造公司が施工を担当した。
1996年1月27日にコンクリート橋で起工、総額2.5億ニュー台湾ドルを投じて1998年6月20日に完工した。初代のコンクリート橋は2000年4月に撤去され、現存しない。

## 二代目
耐候性かつ高強度の低合金鋼が使われ、部材総重量は1,535トン。
全長は140メートル、幅15メートル、高さは18メートル、海上面からのアーチリブ頂点までの高さは47.5メートル、アプローチ部分も含めた全体長は897メートル。大型漁船通行時の障害をなくし、漁港の発展に貢献した。
台湾では屏東県新園郷/東港鎮の進徳大橋（2002年開通）とともに数少ない単弦アーチ橋（アーチリブ（弧）が1本の単弦ローゼ橋で、アーチリブから斜めにケーブルを張っているタイドアーチ式に分類されるなど。）。
その変則型となる交差型（逆Y字型）単弦アーチ橋としてはスペイン・セビリアにあるバルケッタ橋（1992年開通）に次いで20世紀開通のものとしてはアジアでは唯一かつ初の採用例となっている。逆Y字型自体はほかにデ・オーフェルステーク橋（2013年開通、オランダ・ナイメーヘン）やテルセール・ミレニオ橋（2013年開通、スペイン・サラゴサ）などがある程度で、世界的に見ても採用例は少ない。
|                                                     |                      |
| 橋脚部の歩行者用スロープが 確認できる（東岸側から） | 西岸側からの全景     |
|                                                     |                      |
| 西岸側からのアプローチ部                            | 上下車線と両側の歩道 |
|                                                     |                      |
| 蘇澳港全景（橋は右側）                              |                      |

### 設計・仕様が類似している他の橋梁

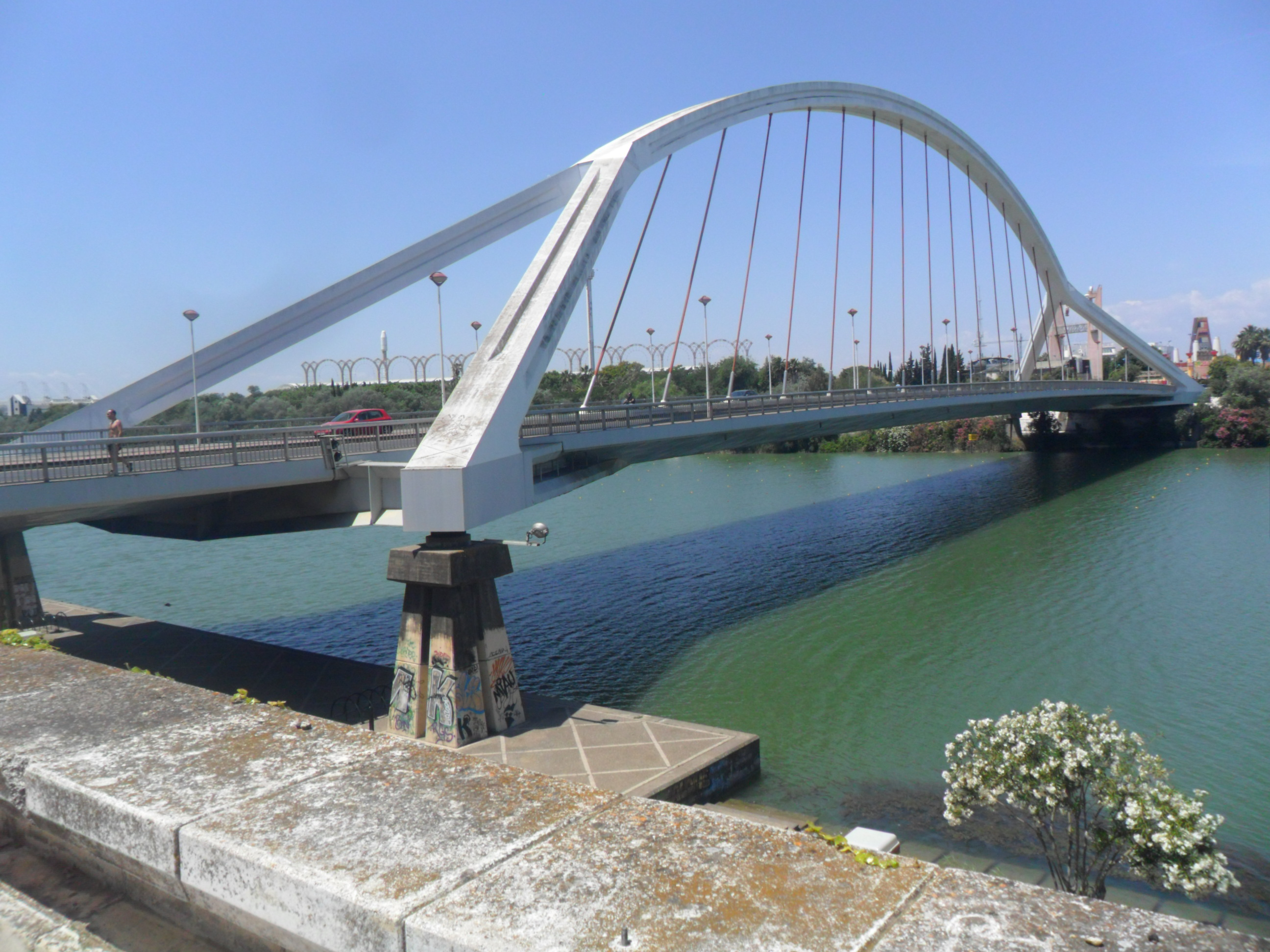
バルケッタ橋（1992年開通）
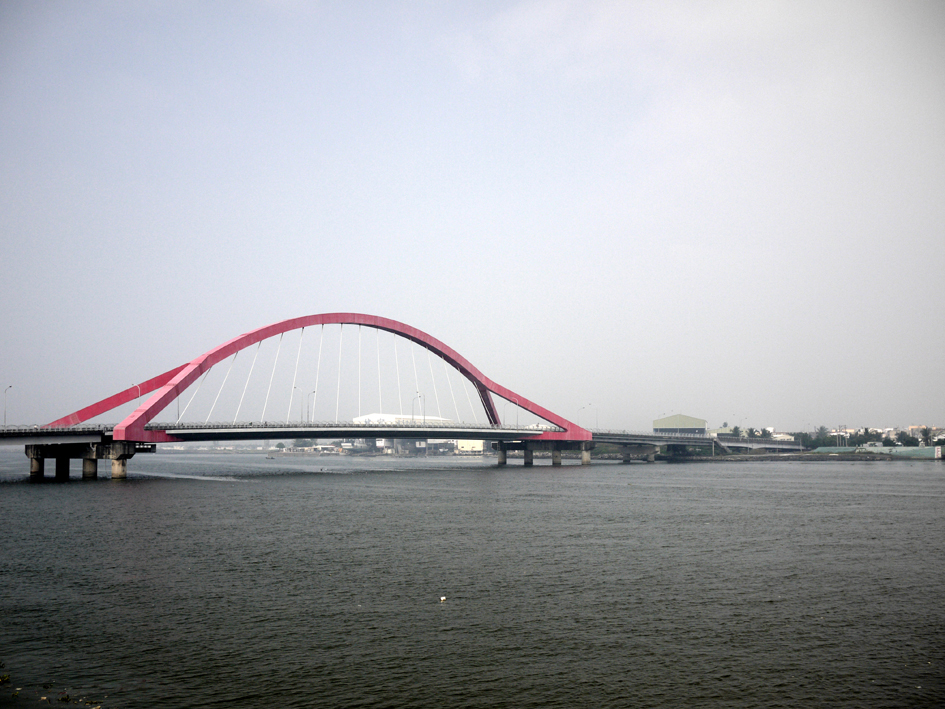
進徳大橋（2002年開通）
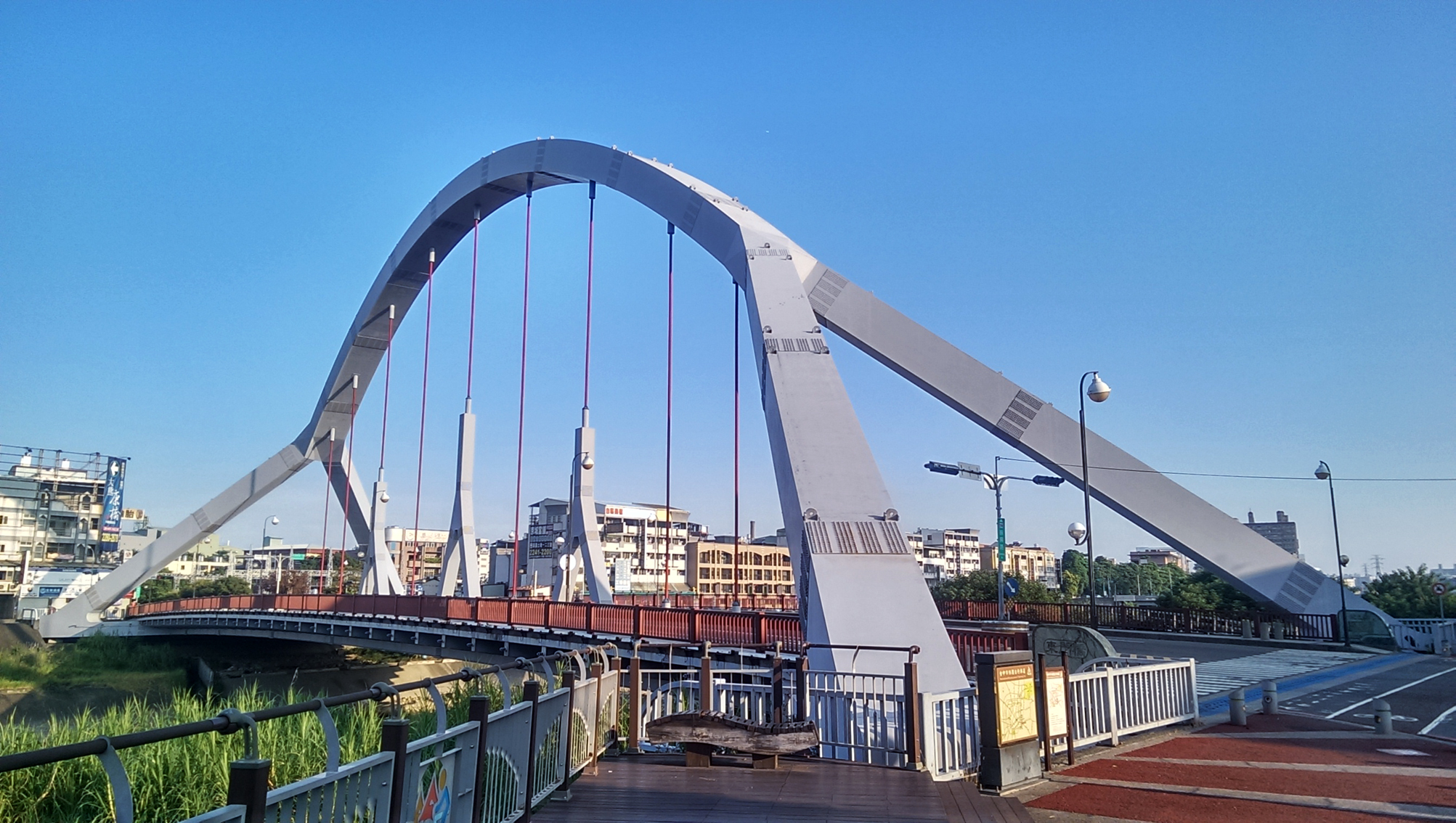
台中市東門橋（中国語版）（2003年開通）
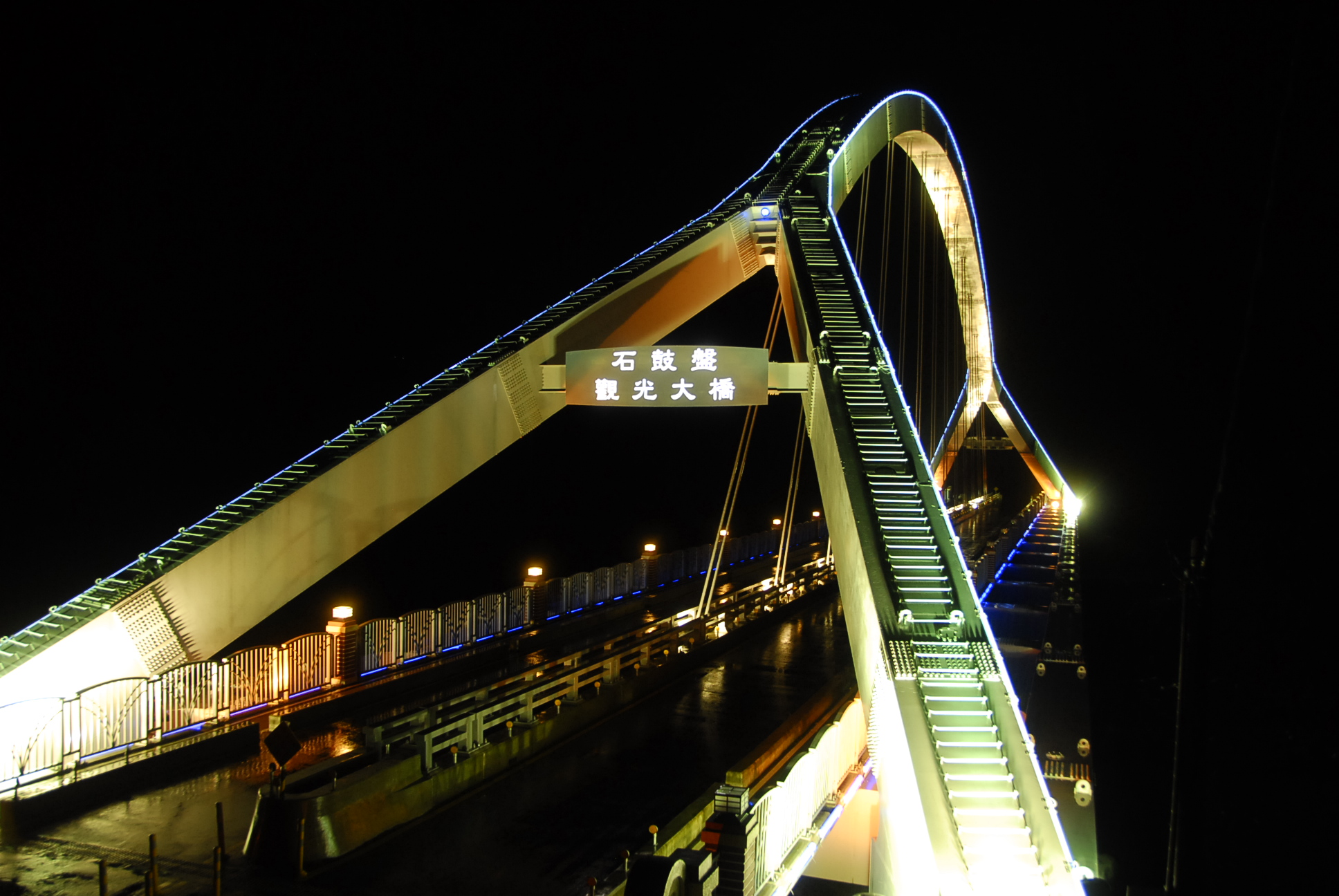
嘉義県阿里山鄉石鼓盤観光大橋（2008年開通）
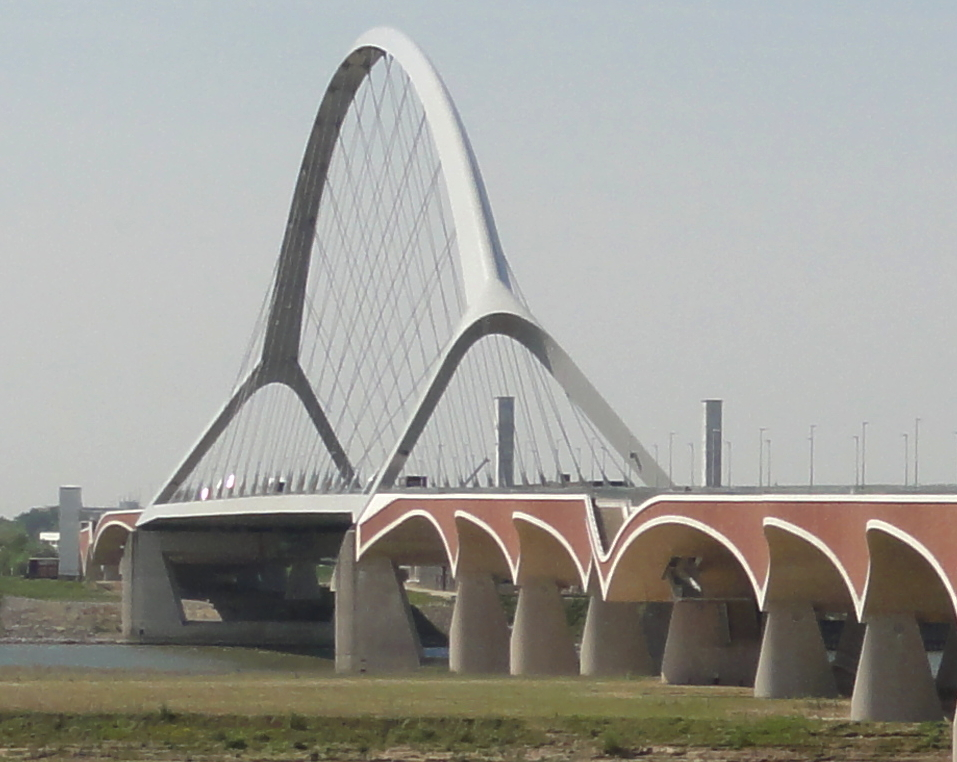
デ・オーフェルステーク橋（2013年開通）
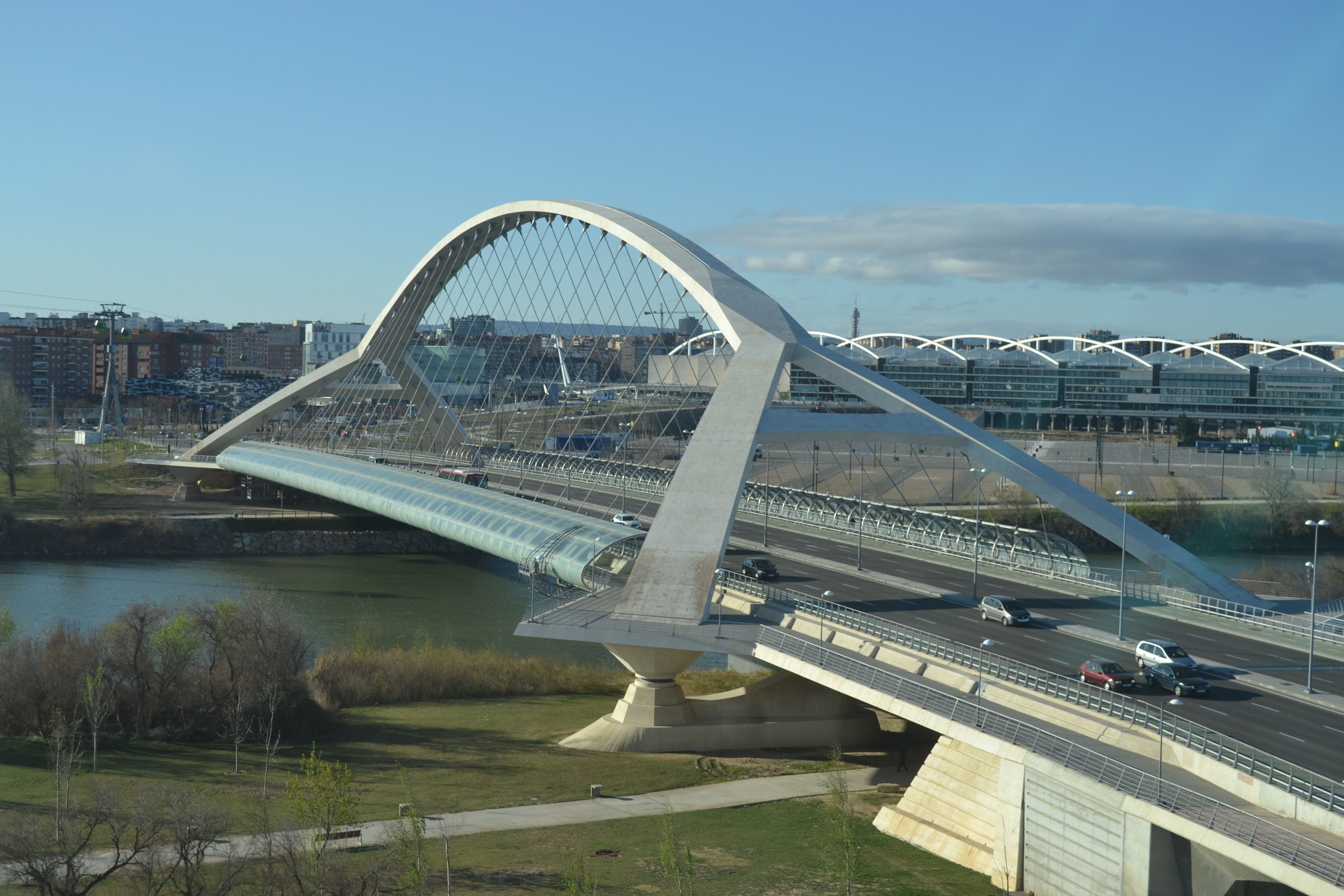
テルセール・ミレニオ橋（2013年開通）
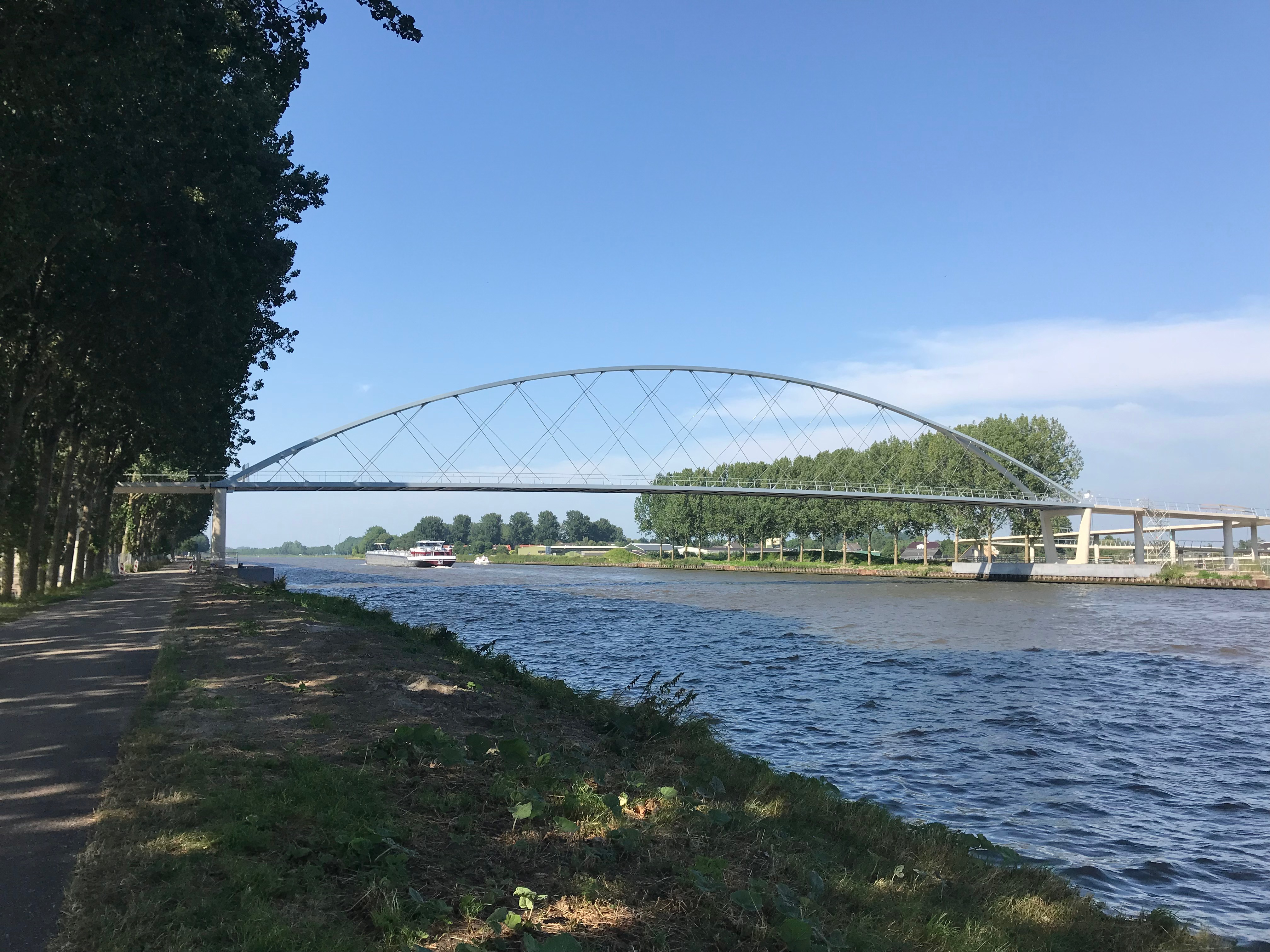
ニグテフェヒト自転車橋（オランダ語版）（2018年開通）

## 三代目

### 再建計画
2019年10月3日、交通部長の林佳龍は3年以内に新しい橋を再建する意向を表明している。
同月19日、交通部は公路総局の協力のもとで、3年以内に材質をコンクリートに替えて、カンチレバー橋として総額6億元で再建する方針を示した。
2020年10月5日、再建の起工式典が行われた。完成は2年後を予定している。新橋の設計は国内大手の台湾世曦工程顧問（CECI）、施工は国内ゼネコンの新亞建設（NA）が約8.48億ニュー台湾ドルで受注している。
2022年5月、再建中の新橋西側にある14番目の桁でグラウチング作業中に（送り出し工法で）桁を移動させるジャッキがレールから滑落し、桁先端の橋面が約36センチ沈下したため工事が中断された。公路総局蘇花改工程処は、行政院公共工程委員会への報告を通じて、この部分を撤去、再設置することを決定し、完工予定は3ヶ月遅れの同年12月18日に延期された。10月9日に桁が全て連結された。
2022年12月18日、再建された三代目の橋が開通した。
| 起工式で示された新橋イメージ図 |  | 起工式に参列した蔡英文（総統）、蘇貞昌（行政院長）、林佳龍（交通部長）ら（2020年10月5日） |
| 起工式で示された新橋イメージ図 |  | 起工式に参列した蔡英文（総統）、蘇貞昌（行政院長）、林佳龍（交通部長）ら（2020年10月5日） |

## 立地

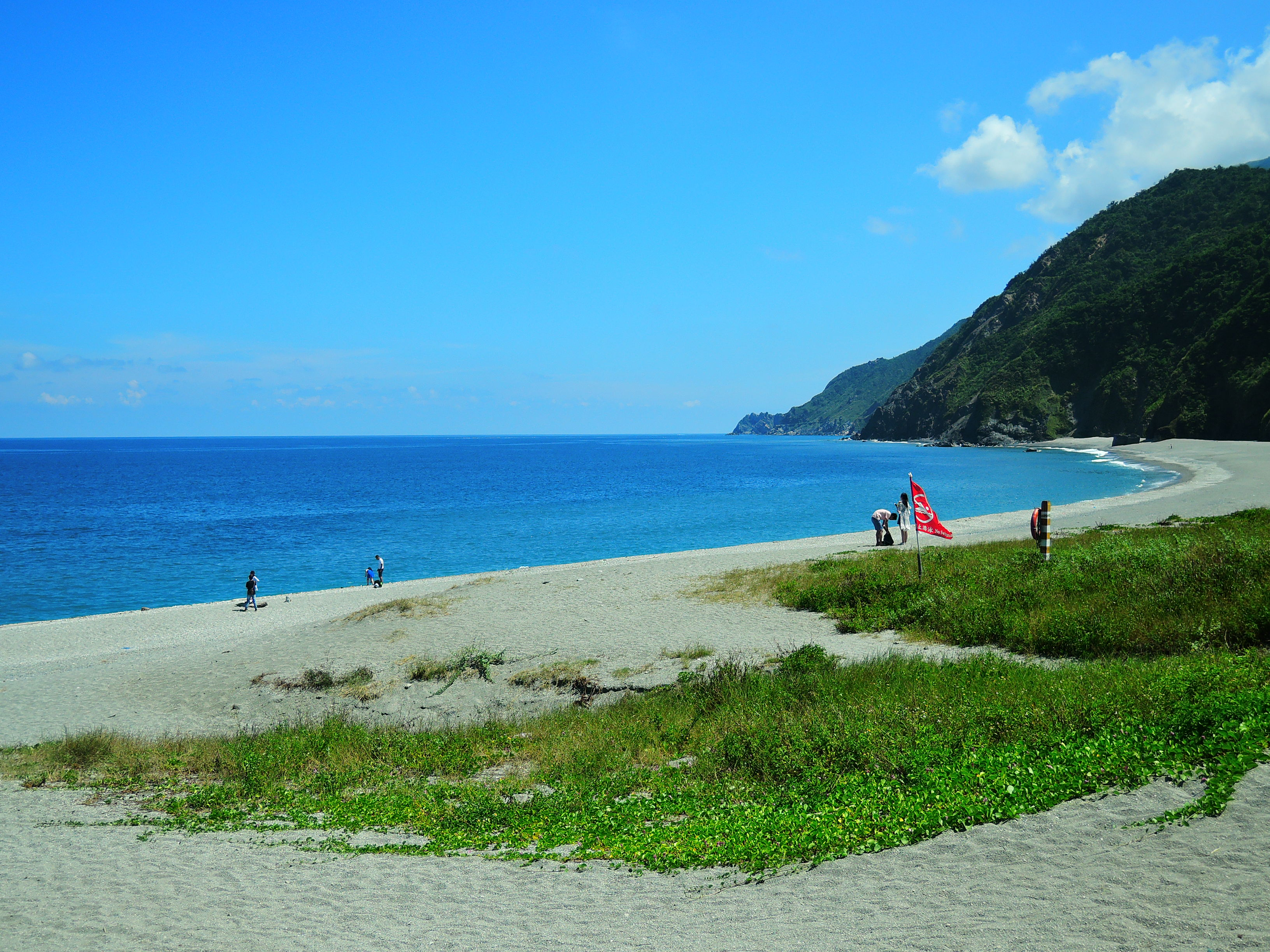
内埤海灘

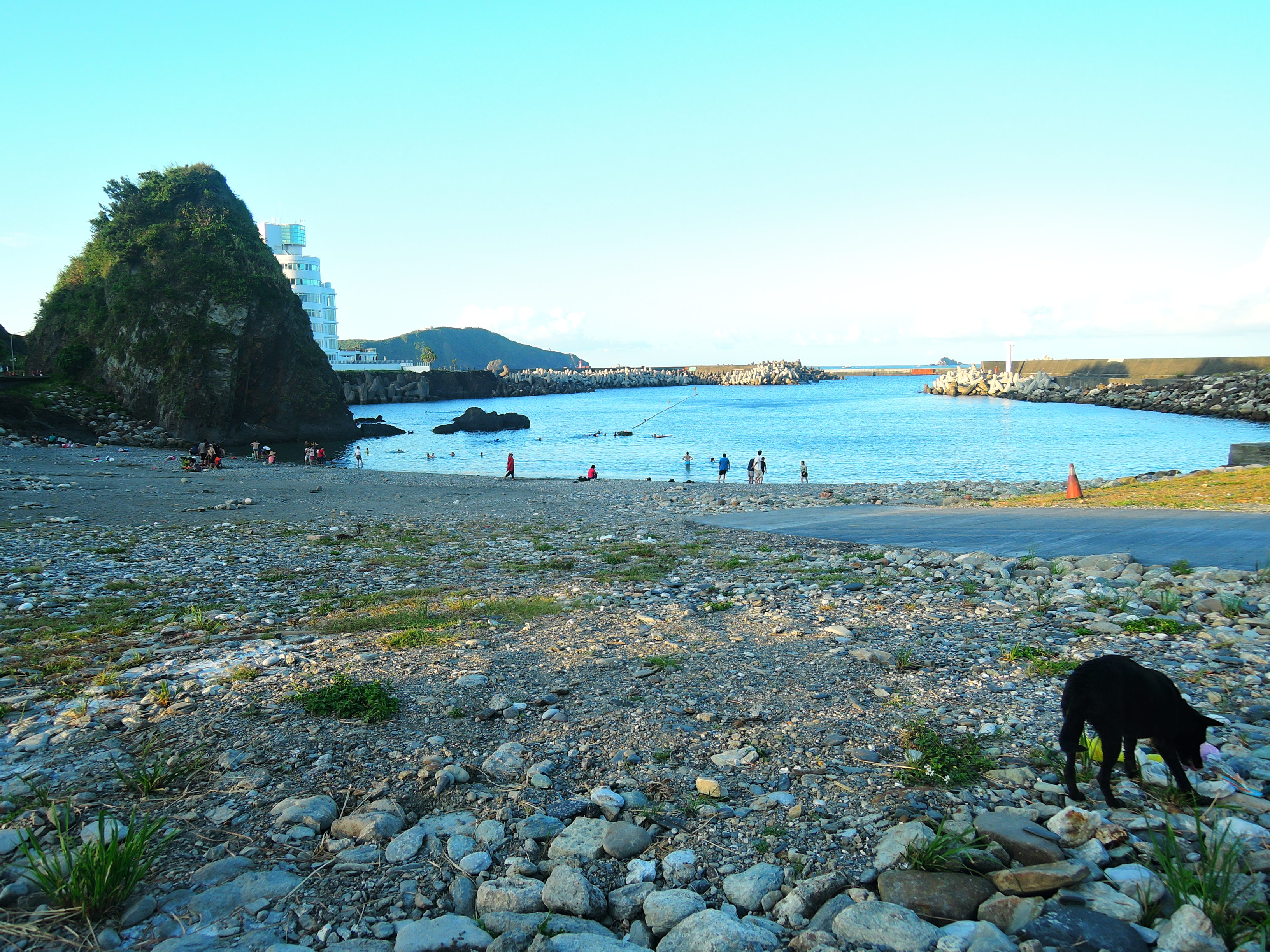
豆腐岬

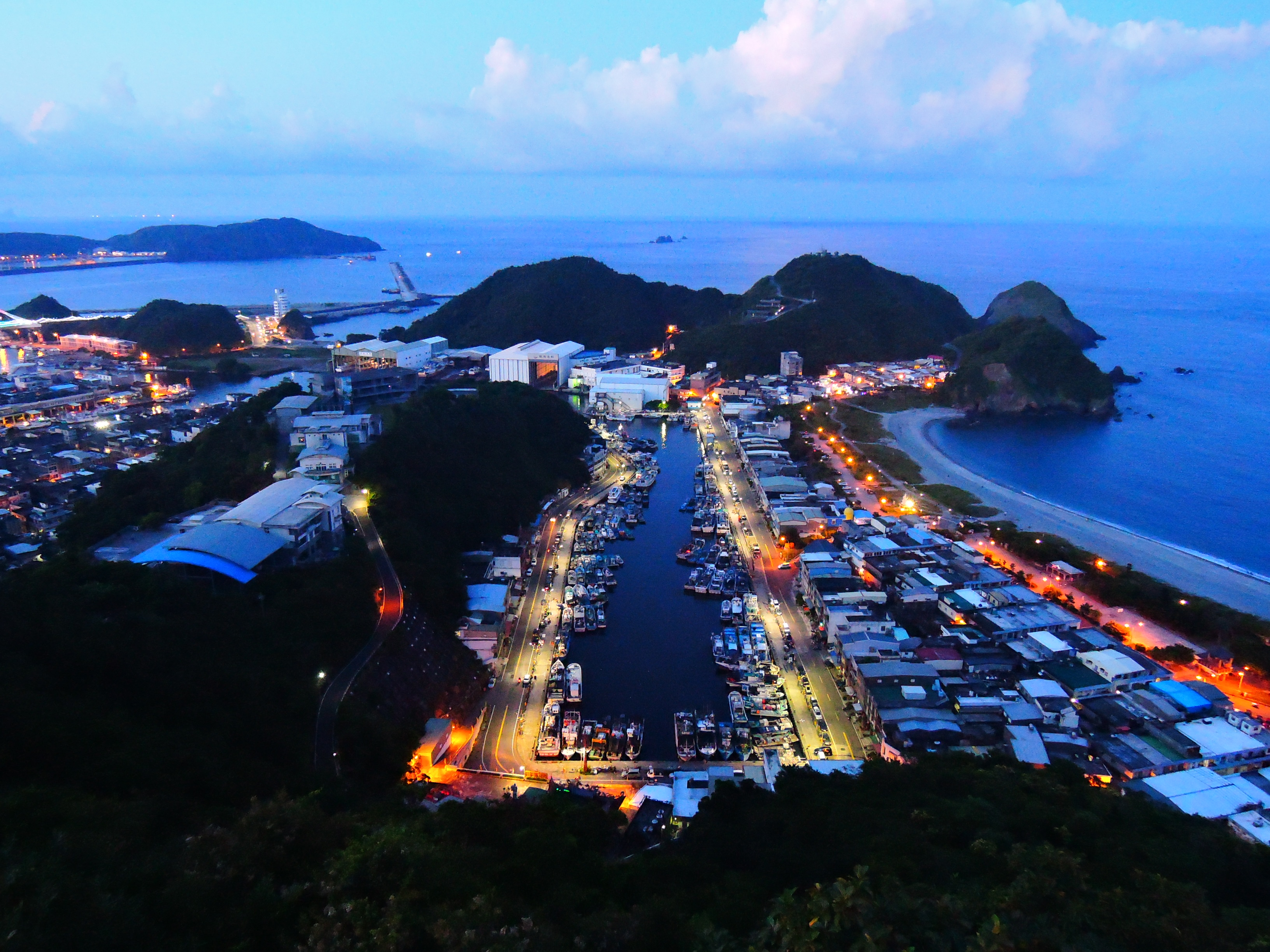
南方澳展望台からの漁港夜景

漁港周辺は寺院も多く、海岸も風光明媚な観光地となっている。

### 交通
- 蘇澳港（中国語版）すぐ
- 蘇澳駅から台2戊線で南東へ約3km弱
- 宜蘭県市区公車（中国語版）緑28路（国光客運運行）が、この橋を経由して漁港を周回している[20]。
- 台北市の圓山転運站（中国語版）から国光客運南方澳站までを直通する、同社の国道客運（高速バス）1879路が運行されている。

### 周辺
西岸
- 海巡署南興安検所
- 南方澳南天宮（中国語版）
- 南方澳進安宮（中国語版）
- 南方澳金龍寺（中国語版）
- 珊瑚法界博物館（英語版）

東岸
- 豆腐岬（中国語版）
  - 豆腐岬海水浴場
- 内埤海灘（英語版）

## 崩落事故
以下の日時は全て現地時間（UTC+8）。
2019年10月1日午前9時半ごろ、橋の中央部分が崩落した。3隻の漁船が巻き込まれ、橋上を通行中に落下したタンクローリーが橋脚付近に衝突したはずみで発火した。13時時点で10人（フィリピン籍6名、インドネシア籍3名、タンクローリーの運転手中華民国籍1名）が医療機関に搬送され、少なくとも6人が漁船に取り残され行方不明となった。また、救助活動の一環で海上にオイルフェンス敷設作業中だった海巡署職員2名が負傷し、近隣医療機関で手当てを受けた。
橋の下には台湾電力（台電）の高圧電線があり、この事故の影響で2,400戸あまりが停電した。台電はバックアップ経路を使い、午前10時48分に全戸で復旧を完了している。
不明者のうち2名は当日に、2名は翌2日に遺体が発見された。3日午前11時、行方不明となっていた最後の1人が発見され、死者は6名となった。
タンクローリーの運転手は橋の対岸にある漁港の台湾中油加油站（ガソリンスタンド）へ配送中だったが、事故を目撃した加油站職員により、火災が激しくなる寸前に救出された。
| 国籍             | 負傷              | 死亡 |
| ---------------- | ----------------- | ---- |
| フィリピン       | 6                 | 3    |
| インドネシア     | 3                 | 3    |
| 中華民国（台湾） | （民間人）1       | 0    |
| 中華民国（台湾） | 公務員（海巡署）2 | 0    |
| 計               | 12                | 6    |

### 対応

#### 行政
道路行政の監督官庁である交通部は橋の崩落原因調査のための調査チーム派遣を、漁港内の600隻以上の漁船が出港できないことに対しては行政院農業委員会が補償を表明している。
8月に発足したばかりの国家運輸安全調査委員会は「道路事故と水路事故の複合は委員会として初の事例であり、正式な調査報告は最短でも半年後になる」と表明した。

##### 仮復旧

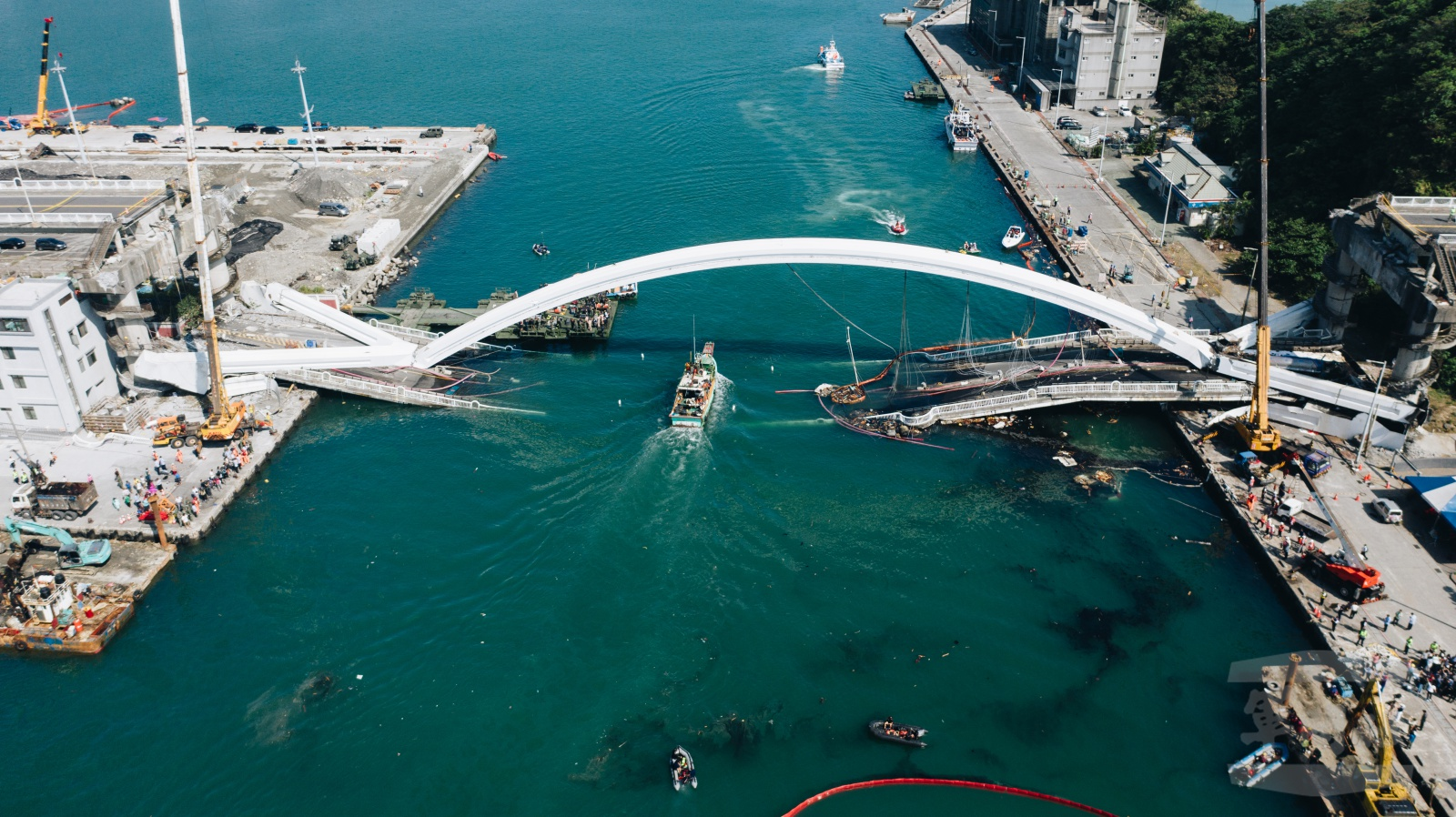
航路が仮復旧した（10月3日）

国防部はM3 水陸両用自走架橋車による支援を表明した。海軍は2日より崩落した桁を切断し、航路を確保するための準備作業を開始した。
3日午前9時25分、臨時航路（水深4メートル、残されたアーチの高さ11メートル）が開通し、小型漁船の通行が可能となった。
4日、交通部は11月15日までにアーチ橋の撤去作業を完了させる方針であることを表明した。
5日、交通部は10月9日午前8時から24時間港内を封鎖し、クレーン船を投入して撤去作業に着手すると発表した。
10日、総重量200トンになるアーチリブ部分の鋼材が撤去された。
14日、橋桁部分の撤去作業を開始した。
23日、崩落に巻き込まれた漁船3隻の引揚と撤去が完了した。
11月4日に橋桁の撤去作業が完了したことで5日から航路は正常化。

#### 民間
1日、鴻海精密工業創業者の郭台銘は、自身の慈善団体永齡教育慈善基金会を通じて宜蘭県政府に1,000万ニュー台湾ドルの、宜蘭出身でシャープ社長も務める鴻海副総裁の戴正呉も台湾シャープ（台灣夏普）名義で県政府に100万ニュー台湾ドルの寄付を表明した。
また、慈済基金会が捜索活動に従事する軍の後方支援を行った。
10月31日、台湾中油は事故当日に自社タンクローリーから運転手を救出したスタッフや漁民に感謝状を授与した。

### 調査
南方澳大橋の完成後は、交通部傘下の公企業であり、基隆港務局などの再編と港湾業務分離民営化により2012年に発足した台湾港務公司が財産権を保有し、施設管理業務を行っていた。2016年に宜蘭県政府が健行科技大学に委託して橋梁の検査を実施し、判明した改善事項は港務公司により2017年から2018年の間に約1,000万ニュー台湾ドルを投じて補修されている。補修はコンクリートの修復や、鉄筋の錆取り、排水管修復、角鋼のエキスパンションジョイント交換などが含まれていた。
施工を担当した立永営造公司については法人登記上は1985年に設立され、2002年ごろには廃業し、創業者も不明となっている。現在登記された住所には清掃業者が入居している。
交通部では橋の基本資料は保有していたものの、政府調達や入札に関する「採購法」が施行された1999年以前の竣工であり、竣工図面は行政院公共工程委員会も把握していなかった。
管理者の港務公司では前日9月30日の台風18号（アジア名：ミートク、現地名：米塔）や、当日未明に発生し、隣の南澳郷で震度4を観測した地震（M3.8）の影響を排除しないと述べている。
この日は台風接近に備え、県全域で停班停課（県市単位で事前に予告される休業休校措置）が発令されていた）。しかし交通部によると、2016年から実施された外部委託による定期検査項目にケーブルのワイヤーの錆が含まれていなかったことが2日に判明し、時代力量所属立法委員の黄国昌が追及の構えをみせている。
2日、港務公司が天災を強調していたことについて、2016年の検査を担当した業者は「橋に深刻な錆が生じていたことに気づき、何度も港務公司に報告したが受理されなかった。」と証言し、構造工学者の業界団体である新北市結構工程技師工会の理事長も「絶対に台風とは無関係」と反論している。同様に現場を視察した台中市結構工程技師公会の理事長も、「崩落はワイヤーの錆が原因で、海上橋であることを考慮すれば、点検と補修が3年に1度では不十分で、毎年やらなければならないだろう」と述べた。
新黨所属立法委員の李鴻鈞が立法院交通委員会での質疑で港務公司に対し橋の活荷重を尋ねたところ、港務公司は『49.27トン』と回答した。交通部公路総局によると台湾にある橋の大部分は40トン強（42トン）であり、南方澳大橋は設計では国の基準を大幅に上回りながら崩落するという矛盾した答弁となった。
黄国昌は3日、立法院質疑および自身のFacebookで、南方澳大橋は特殊設計の橋梁であり、ケーブルは交通部が定めた特殊橋梁における必須点検項目にもかかわらず同社の点検項目に含まれていなかったこと、および点検が目視によるものだけだったことを批判した
。台湾港務は2016年のみ点検を行ったと答弁で延べ、董事長は3日に交通部長に対し口頭で辞意を表明した。

#### 点検業務入札の不透明さ
健行科大が受注した点検業務自体についても同大教授が運営する自社企業に再発注していることや、入札審査の宜蘭県政府担当者が毎回同一人である不透明さを問題視している。
7日、黄国昌は立法院質疑で「2018年の宜蘭県政府の点検報告書は点検担当者の氏名とともに担当者の顔写真を添付する様式だが、記入欄に健行科大教授とその妻の氏名があるものの、顔写真は教授本人のものしかないことや、目視検査のみだったにもかかわらず記録は「D=1（良好）」であるため、点検報告自体が杜撰ではないか？」と指摘した。
8日、中鼎集団傘下の萬鼎公司が受注した新北市石門区の第二石門橋の検査業務について、二重チェックのために検査と品質保証の2工程を別々の組織が行うべきところをいずれも健行科大教授が運営する萬喬豊公司に再委託にしていることが判明し、黄国昌は「プレーヤーと審判が同じ」と批判している。。
15日、黄国昌は立法院の質疑で、萬喬豊公司が請け負った南方澳大橋を含む複数の点検業務で無資格者を雇用していたことや、臨時職員に近親者の名が連ねられていたことを指摘、公路総局が管轄する橋ではその低水準のまま検査報告を受理されていたことなどを追及した。

#### 崩落のメカニズム
浙江工業大学教授を含む中華人民共和国の土木学者2名は、動画を解析して崩落のメカニズムを土木学会『中国公路学会』が発行している業界誌の『中国航路学報』で解説した。タンクローリーが通過後に13本あるケーブルのうち中央から東側へ1本隣のものが破断、中央から西隣の2本も破断し、橋が両岸から収縮する圧力が桁とアーチにかかり破断したと述べた。

### 余波
交通部運輸研究所によると全国21県市にある21,000ヶ所のうち長さ6メートル以上の橋梁16,328ヶ所について23%が補修未着手であることが判明した。港務公司設立の2012年以降は同社に財産権も移転しており、直接の監督対象ではない。
以下のように全国に数万ヶ所ある橋梁の管理組織は分散しており、橋梁局の設立が提唱されている。
| 機関             | 機関               | 橋梁数     | 検査頻度                  | 備考 |
| ---------------- | ------------------ | ---------- | ------------------------- | --- |
| 交通部直轄       | 公路総局           | 3,698ヶ所  | 最低毎年1回               | |
| 交通部直轄       | 高速公路総局       | 2,753ヶ所  | 2年ごと                   | |
| 交通部直轄       | 台湾鉄路管理局     | 1,599ヶ所  | 毎年1回                   | 6日、全国375ヶ所の橋梁を重点的に点検、1ヶ月以内に結果を公表すると表明した。特に本件と同様のアーチ橋（花蓮県の客城第1・第2鉄橋、苗栗県の鯉魚潭拱橋）も含めるとしている。 |
| 交通部           | 台湾港務公司       | 17ヶ所     | 自主検査                  | - 2019年10月時点で8ヶ所が点検未着手で、交通部の指示により同年内に残り全数を終えると表明した。 - 10月19日、港務公司が管轄する台中港高美湿地内の濱海橋でコンクリートの劣化により剥落が確認されたため封鎖処置（四輪車の通行禁止）と翌年に再建する方針が決定された。 |
| 交通部           | （花蓮港務分公司） | 4ヶ所      | 自主検査                  | 前年落成の1ヶ所を除くコンクリート橋3ヶ所は2014年に点検と修理が完了しており、異常はなかった。2019年末から翌2020年にかけて再度定期検査を行う予定である。 |
| 台湾高速鉄路公司 | 台湾高速鉄路公司   | 26ヶ所     | 毎年1回+2年ごとに精密検査 | |
| 地方政府         | 地方政府           | 21,526ヶ所 | 2-4年ごと                 | - 1日、台中市政府建設局は、吊り橋を含めて南方澳と類似した市内15ヶ所の特殊橋梁の緊急簡易点検を行い、翌2日に全数点検を完了すると発表した。 - 嘉義県政府は2007年に竣工した阿里山郷の石鼓盤大橋について、「造型は同じだが921地震（1999年）以後の設計であり、設計基準そのものが南方澳とは異なる。現時点では直近の定期点検結果は異常がなかった」と表明しているほか、台中市の東門橋や屏東県の進徳大橋など国内の類似デザインのアーチ橋についてもそれぞれの県市政府担当者は直近の検査結果をもって懸念を払拭した。 - 雲林県政府は2日、台西郷の海岸部にあるN13橋（推定で築50年）が下面でコンクリートが剥落し、露出した鉄筋に錆が進行していたことから、封鎖・再建することが決定された。 - 2日、新北市長の侯友宜は市内1,315ヶ所の橋梁について3ヶ月以内に緊急点検を、基隆市長の林右昌も市内200ヶ所の橋梁についての緊急点検と築30年以上の橋の改築を表明した。 - 15日、直轄市の六都以外では最多の橋梁がある彰化県では県政府による緊急調査の結果、県内2,552ヶ所の橋梁に同類の危険がないことが確認された。 |

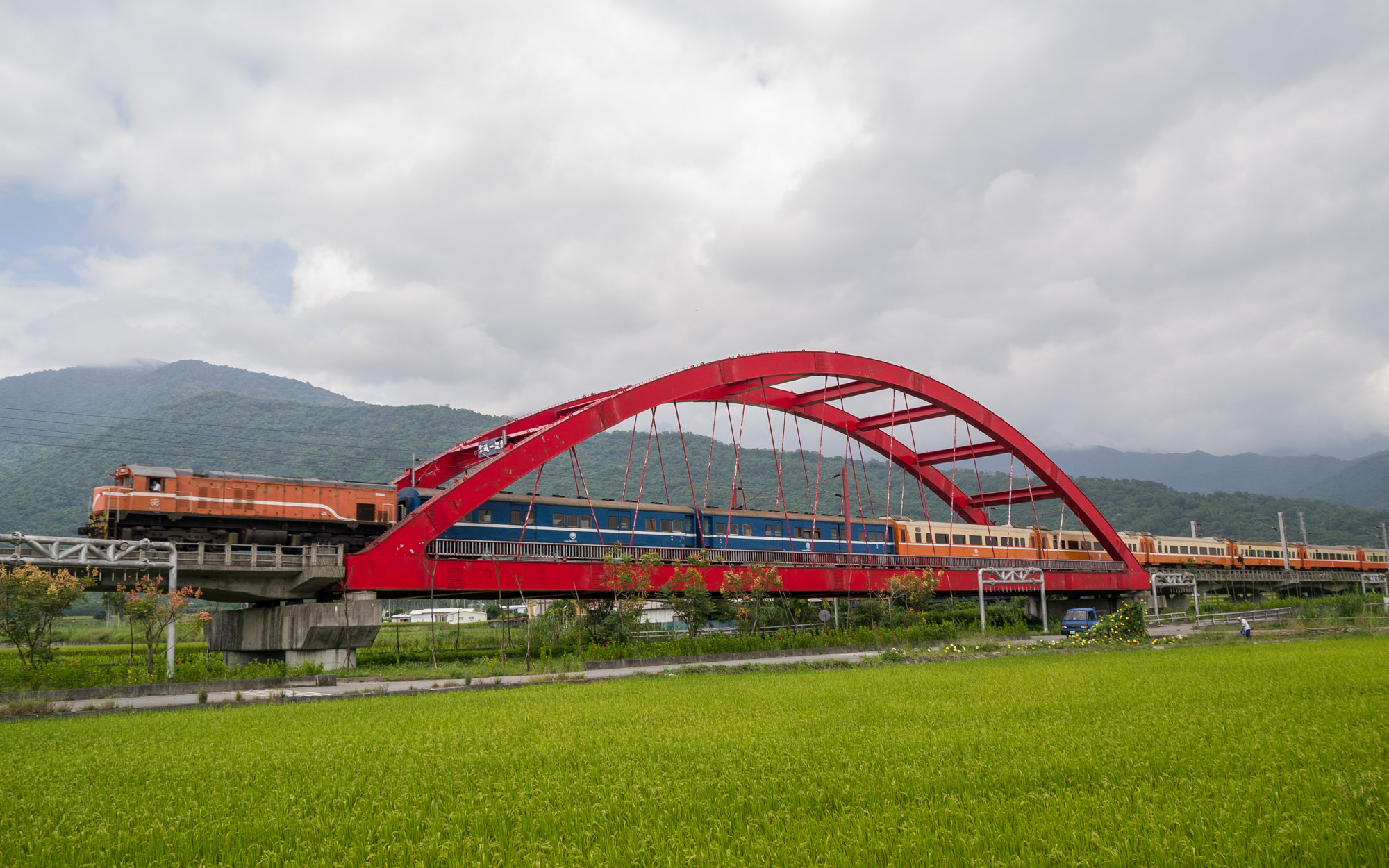
台鉄客城一号橋（花蓮県、台東線）
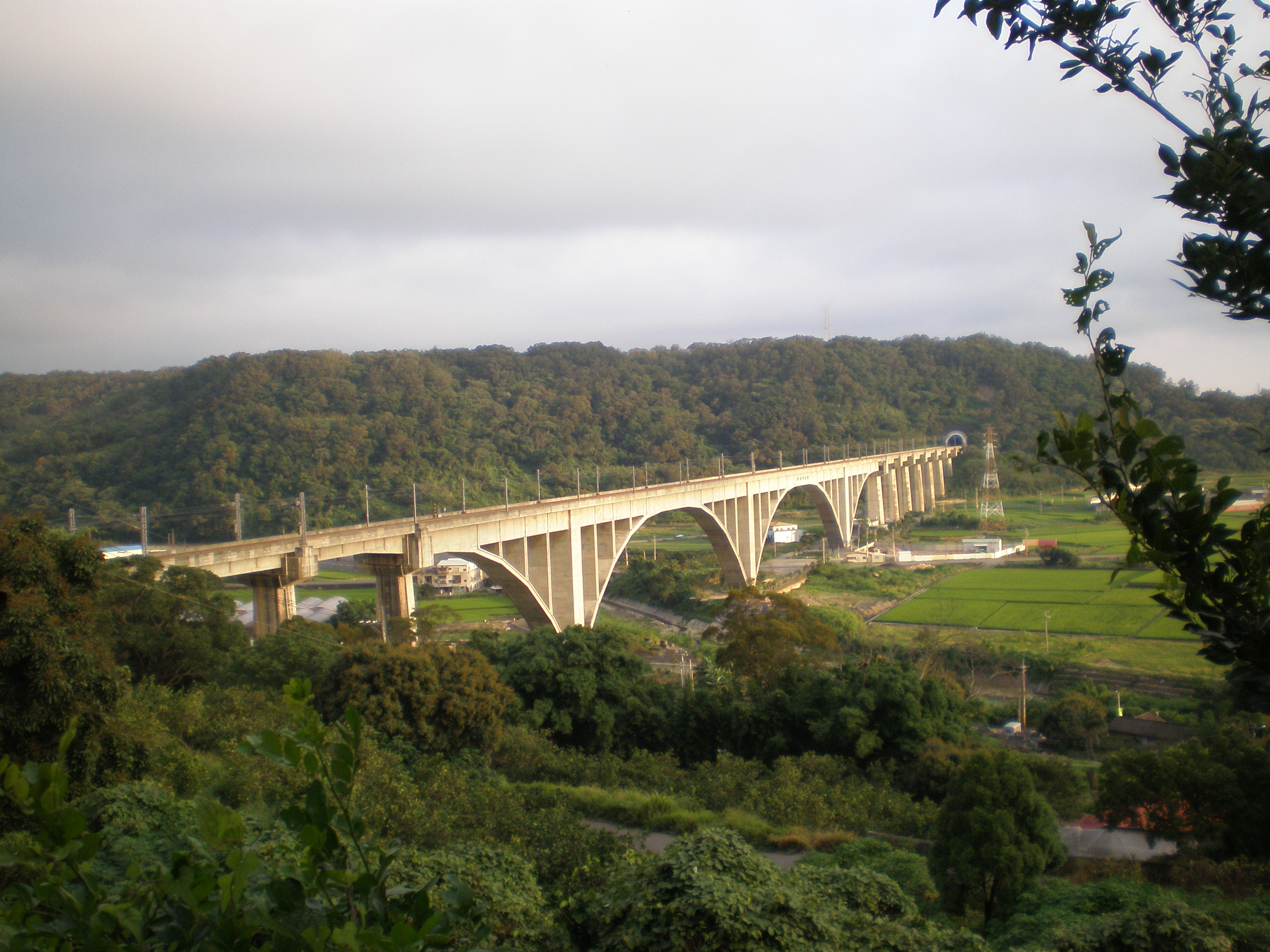
台鉄鯉魚潭拱橋（苗栗県、台中線）

### 関連事故
- 中興橋（中国語版）（台北市/新北市） - 1986年12月に崩落[76]
- 高屏大橋#崩落事故（中国語版）（屏東県/高雄市） - 2000年8月27日にの高屏渓に架かる高屏大橋で発生した崩落事故。22人が負傷した[77][78][79][80]。ただし原因は集中豪雨による増水によるもの。
- 東門橋（台中市） - 2001年に崩落、その後先述のアーチ橋が再建[76]。ただし原因は集中豪雨による増水によるもの。
- 后豊大橋（中国語版）（台中市） - 2008年に崩落[76]。ただし原因は集中豪雨による増水によるもの。

### 註釈
1. ↑  駝背橋とは中国古来の様式によるアーチ橋の一種で日本では沖縄の天女橋でもみられる。
2. ↑  ワイヤー同士が交差するネットワーク式（英語版）（日本では一般的にニールセンローゼ橋と呼ばれる[8]）とはアーチリブ形状は似ているが、ワイヤーの張り方が異なる。例：シューパロ湖の新白銀橋
3. ↑  +アプローチ部201.53m[10]
4. ↑  『崩塌意外』、『斷裂意外』とも。「意外」は中国語で事故を意味する。
5. ↑  中国語では結構工程